# Josef von Mallmann
Josef von Mallmann, seit 1868 Ritter von Mallmann (* 27. März 1827 in Boppard; † 27. März 1886 in Mauer bei Melk in Niederösterreich) war ein deutsch-österreichischer Textilindustrieller und Überseekaufmann.

## Leben

### Herkunft und Familie
Josef von Mallmann wurde als Sohn des Weingutsbesitzers Jakob Mallmann (1797–1851) und dessen Ehefrau Anna Maria Kirch (1800–1871) geboren. Sein jüngerer Bruder Gerhard Emil (1831–1903) war Kaufmann und Politiker.
1856 heiratete Josef in Reichenberg in Nordböhmen Adeline von Liebieg (1837–1877, Tochter des Fabrikanten Johann von Liebieg (1802–1870) und der Therese Münzberg (1810–1848)). 
Aus der Ehe sind drei Töchter und drei Söhne hervorgegangen, darunter Gustav (1860–1917, Kaufmann) und Theresia (1862–1930), ⚭ Alfred von Liebieg (1854–1930, Generalkonsul, Sohn des Johann von Liebieg).

### Werdegang und Wirken
Er absolvierte eine Ausbildung zum Kaufmann und gründete 1849 mit seinem Cousin Sebastian Cathrein in Buenos Aires das Handelshaus Cathrein & Mallmann. Das Unternehmen ging nach dem frühen Tod seines Geschäftspartners auf ihn als alleinigem Inhaber über. Wegen der zunehmenden Exporte von Landesprodukten verzeichnete die Firma eine überaus gute Entwicklung. Als 1852 sein Cousin Fritz Mallmann in die Firma eintrat, führte diese den Namen J. & F. Mallmann. Es gelang dem Unternehmen, Handelsbeziehungen mit nahezu allen europäischen Staaten sowie nach Brasilien, der Karibik, Nordamerika, Indien und China aufzubauen. 
Die Firma spezialisierte sich auch auf den Import europäischer Erzeugnisse für Manufakturen und expandierte durch Errichtung einer Zweigfirma in Montevideo. 
1855 gründeten er und sein Bruder Gerhard Emil in Paris die Firma Mallmann & Cie., die später von seinem Sohn Gustav weitergeführt und 1897 liquidiert wurde. 
1860 wurde er Gesellschafter der Firma Johann Liebieg & Co. in Reichenberg und Leiter der Wiener Niederlassung. 
Im selben Jahr wurde er Konsul von Uruguay in Wien und 1866 nach dem deutschen Krieg österreichischer Staatsbürger. 1871, nach der Reichsgründung, wurde er deutscher Konsul. Seit 1881 war er in Wien als Generalkonsul tätig. 

### Öffentliche Ämter
- Vizepräsident der österreichischen Phönix-Versicherungsgesellschaft[1]
- Verwaltungsratsmitglied bei der Österreichischen Kreditanstalt[2]
- Aufsichtsrat in der Aussig-Teplitzer Eisenbahngesellschaft Zeitung des Vereins Deutscher Eisenbahnverwaltungen[3]
- Präsident des Verwaltungsrats der Süd-Norddeutschen Verbindungsbahn
- Aufsichtsratsmitglied in der Duxer Kohlevereins AG

### Ehrungen
1868 Ritter des Ordens  der Eisernen Krone.